# Зіра (Азербайджан)
Зіра́ (Зіря; азерб. Zirə) — селище на сході Азербайджану, підпорядковане Хазарському району міста Баку.

## Географія
Селище розташоване на крайньому південному сході півострова. Далі селища розташований лише Апшеронський державний заказник на косі Шахова.

## Історія
Зіра була одним із поселень Бакинського ханства. У квітні 1918 року в селищі була встановлена радянська влада. В 20 столітті тут знаходився овоче-молочний радгосп. 1968 року ту був відкритий Зіринський герпетологічний комбінат, на якому промисловим способом добувалась зміїна отрута. 1989 року комбінат був закритий.

## Населення
Населення селища становить 11500 осіб (2012; 10555 в 2008, 8646 в 1989).

## Господарство
Селище зв'язане автодорогою з сусіднім селищем Гюрган. В селищі діють завод електрообладнання та лікувально-оздоровчий центр.